# Papa Roach
A Papa Roach egy amerikai nu metal együttes, amely 1993-ban alakult a kaliforniai Vacaville-ben.

## Története
A Papa Roach korai formációja 1993 januárjában alakult, mikor Jacoby Shaddix és Dave Buckner találkoztak a Vacaville High School futballpályáján és elkezdtek zenéről beszélgetni.Később csatlakoztak a Will James és Alan Dan Pease által alkotott formációhoz, megteremtve ezzel a Papa Roach legelső formációját. Elhatározták, hogy fellépnek az iskola Ki mit tudjában, ahol Jimi Hendrix Fire című számát adják majd elő. Az előadásuk nem is lett olyan rossz, ahhoz képest, hogy egyelőre gitáros híján játszottak. De ettől még sajnos nem nyertek.
1993 márciusában Ben Luther helyét Jerry Horton gitáros vette át aki a közeli Vanden High Schoolból jött. A barátnője révén jutott a csapatba, aki nagy rajongójuk volt. Eleinte Jerry tétovázott, hogy csatlakozzon-e, mert Jacoby, Dave és Will más középiskolába járt. Ebben az időben az együttes rengeteget gyakorolt Dave garázsában. Megpróbáltak rátalálni a környék stílusára.
1994-ben az együttes felvette első 7 számát és Potatoes for Chistmas címmel ki is adták. David Bucknert ezután Ryan Brown váltotta fel, aki Seattle-ben töltötte az évet. ahol művészettörténetet tanult. Egy év múlva felvettek még két nótát a Sound Farm stúdióban, Caca Bonita címmel. Dave Buckner ekkor tért vissza. Ebben az időben Will Jamest váltották fel Tobin Esperance-val, mert az előbbi egy katolikus nyári táborban „jó útra tért” és hiánya gátolta a csapat fejlődését és a nyári turnéjuk gördülékenységét. Ahogy Esperance az együttesbe került, mint „átmeneti megoldás”, az átmenet simán ment.
1997-ben vették fel az első teljes albumukat Old Friends from Young Years címmel. Továbbra is keményen turnéztak és olyan együttesekkel léptek fel, mint a Incubus, Powerman 5000, (həd) pe, Snot, Far és a Static-X.
1998-ban egy 5 számos 5 Tracks Deep című rövid korongot jelentettek meg. A megjelenése utáni hónapban több mint 1000 másolat fogyott el belőle. A siker felkeltette a Warner Brothers figyelmét, aki hajlandó volt finanszírozni a CD terjesztését. A CD-n helyt kapott a Last Resort, a Broken Home és a She Loves Me Not is. Az első kettőt a későbbi Infesten, a harmadikat a lovehatetragedy-n használták fel. 
Miután a Warner felbontotta szerződését velük, Shaddix 1999-ben kapcsolatba lépett a Dreamworks Records-szal és szerződést kötött velük, miszerint ők az új partnereik.
A Papa Roach akkor került a fősodrásba, mikor kiadta a legelső nagy sikert aratott, Infest című albumokat 2000-ben. A legismertebb nótájuk a Last Resort lett.

## A siker évei (2000-2004)
Miután 2000. április 25-én a boltokba került, már az első héten 30 ezer másolat kelt el az Infestből. Az album 4 régi, ill. újrafeldolgozott és 7 új nótát tartalmazott. Miután a Last Resort videóklipje a tv-csatornákra került, elkezdték az igazi nagy turnézást (pl: Vans Warped Tour).
A világkörüli turnéjuk után ami főleg az Egyesült Államokban, Angliában és Japánban volt, újra stúdióba ültek. Ennek eredménye lett a 2002. június 18-án megjelent másik nagy sikerű album a LoveHateTragedy. Bár nem haladta meg az egykori Infest sikerét, az album mégis előkelő pozíciót harcolt ki magának az USA és az angol album ranglistákon. Ez volt a zenei hangváltásuk is.
2003 végén ültek neki felvenni a harmadik nagy albumukat, melynek prototípusát Dancing in the Ashes címmel látták el. Ezt később megváltoztatták Getting Away With Murderre. Sokan kritizálták őket, hogy sablonzenét írnak. Ugyanolyanok, mint az előzőek. Nos a rosszalló tekintetek ellenére a harmadik album 2004-ben túlszárnyalta a lovehatetragedy-t és mivel több, mint 1 millió példányban kelt el, platinát is kapott.
2005-ben olyan nagyszabású turnét indítottak, ami az egész USA-t és Európát érintette. Olyan zenekarokkal léptek fel, mint a Slipknot, Dead Poetic, Trust Company, Chronic Future, Skindred, 311 és Unwritten Law.

## 2006: a negyedik nagy, a Paramour Sessions
2006. szeptember 12-én került a boltokba a negyedik nagy album a Paramour Sessions. A címet a felvételek helyének, a Paramour kastélynak a tiszteletére választották. Ez a mű jobban ötvözte a rock-pop és rock formációt. 16.-ként nyitott az eladási listán, de mindössze 250 ezer volt az eladások száma az első héten.

## 2008: új album és tagváltás
2008 februárjában a zenekar visszatér a Paramour Mansion kastélyba, hogy elkészítsék 5. stúdióalbumukat. Ezzel egyidőben egy szomorú hír is nyilvánosságra került, miszerint a zenekar dobosa, Dave Buckner magánéleti problémái miatt lehet hogy kilép az együttesből. Amíg nem volt dobosuk, akusztikus számokat kezdtek írni. Jacoby Shaddix énekes azt mondta, hogy semmi nem állíthatja meg őket, a Papa Roach ezentúl is fennmarad és elkészül az új album. Dave Buckner 2008-ban már véglegesen kilépett, helyére pedig Tony Palermot állították, aki régebben a Pulley és az Unwritten Law dobosa volt.
Az úja albumot Metamorphosis névre keresztelték és 2009. március 24-én került a boltokba. Már készül a Scars albumuk, amelyben dob nélküli, akusztikus számok lesznek.

## Tagjai
Jelenlegi felállás
- Jacoby Shaddix – ének
- Jerry Horton – gitár
- Tobin Esperance – basszusgitár
- Tony Palermo – dob

Korábbi tagok
- Will James – basszusgitár, háttérénér ének (1996-ig)
- Dave Buckner – dob (2008-ig)

## Diszkográfia
Stúdióalbumok:
- Old Friends From Young Years (1997)
- Infest (2000)
- Lovehatetragedy (2002)
- Getting Away With Murder (2004)
- The Paramour Sessions (2006)
- Metamorphosis (2009)
- The Connection (2012)
- F.E.A.R. (2015)
- Crooked Teeth (2017)
- Who Do You Trust? (2019)

Koncertfelvételek:
- Time for Annihilation (2010)

Válogatásalbumok:
- ...To Be Loved: The Best of Papa Roach (2010)

Kislemezek:
- 2000: Last Resort, Broken Home
- 2001: Dead Cell, Between Angels and Insects
- 2002: She Loves Me Not, Time and Time Again
- 2004: Getting Away With Murder, Scars
- 2005: Take Me
- 2006: ...To Be Loved
- 2007: Forever, Reckless, Time Is Running Out
- 2008: Hollywood Whore
- 2009: Lifeline, I Almost Told You That I Loved You, Had Enough
- 2010: Kick In The Teeth, Burn
- 2011: No Matter What
- 2012: Still Swingin, Where Did the Angels Go?
- 2013: Before I Die